# Shonibar Bikel
Pour plus de détails, voir Fiche technique et Distribution.
Shonibar Bikel (শনিবার বিকেল) est un drame germano-indo-bangladais réalisé par Mostofa Sarwar Farooki, sorti en 2019. Il est inspiré par la tragédie de l'attentat du Holey Artisan Bakery. Le film a été présenté en première mondiale au Festival international du film de Moscou 2019.

## Synopsis
Par un beau samedi après-midi du mois de Ramadan, les citadins profitent d'une journée paisible. Soudain, un groupe de terroristes prend le contrôle d'un café du centre-ville et prend en otages les employés et les clients. La police cerne bientôt le bâtiment et réclame des négociations et des redditions, tandis que les terroristes fortifient le café avec des bouteilles de gaz, tout en soumettant les otages à une sorte de tribunal improvisé. Les étrangers, les handicapés, les femmes, les hommes d'affaires, les artistes, les non-musulmans et même les musulmans d'obédience différente sont soumis à des interrogatoires brutaux. Les chaînes d'information en continu, obsédées par l'audimat, ne prennent pas en compte la sécurité des otages. Chaque fois qu'un otage est exécuté, la violence du cauchemar s'amplifie.

## Fiche technique
- Titre : Shonibar Bikel
- Titre original : শনিবার বিকেল
- Titre anglais : Saturday Afternoon
- Réalisation : Mostofa Sarwar Farooki
- Scénario : Mostofa Sarwar Farooki
- Musique : Pavel Areen
- Photographie : Aziz Zhambakiev
- Montage : Momin Biswas
- Production : Abdul Aziz, Shyam Sundar De et Mostofa Sarwar Farooki
- Société de production : Chabial, Jaaz Multimedia, GreenTouch Entertainment et Tandem Pictures
- Pays de production :  Bangladesh,  Inde et  Allemagne
- Genre : Drame et thriller
- Durée : 83 minutes
- Dates de sortie : 
  - Bangladesh : 2019
  - France : 2019

## Distribution
- Nusrat Imrose Tisha : Raisa
- Parambrata Chattopadhyay : Polash
- Dritan Kastrati : John
- Zahid Hasan : Shahidul
- Eyad Hourani : l'homme muet
- Intekhab Dinar : Chisti
- Iresh Zaker : Ibtesham
- Nader Chowdhury : Nader Chowdhury
- Rahat Rahman : le petit ami de Raisa
- Syed Gaosul Alam Shaon : Chef
- Ellie Poussot : Stacy
- Selina Black : Chiara
- Golam Rabbani Mintu : Jamshed
- Nezamuddin Rony : Rony
- Tahania Islam Oshin : Faria
- Arash Tahan Hyder : Arash
- Paul Sedille : Paul

## Censure
En janvier 2019, le bureau de la censure cinématographique du Bangladesh, sous la pression des leaders religieux, a interdit la sortie en salle de Shonibar Bikel, qui met en scène l'attaque terroriste de juillet 2016 à la boulangerie artisanale Holey, au prétexte qu'il « nuirait à la réputation du pays ». Le comité de censure a déclaré que le film pourrait « exciter la ferveur religieuse dans une nation à majorité musulmane de 165 millions d'habitants ».

## Festivals
- Nommé, CineCo Pro Award - Filmfest München[4]
- Sélection officielle, Festival international du film de Busan 2019
- Sélection officielle, London Indian Film Festival 2019
- Sélection officielle, Festival du film de Sydney[1] 2019
- Compétition officielle, Festival international du film de Moscou 2019
- Sélection officielle, Hong Kong Asian Film Festival 2019
- Compétition officielle au Festival international des cinémas d'Asie de Vesoul 2020

## Récompenses
- 2019 : Prix Kommersant[4] au Festival international du film de Moscou
- 2019 : Prix du jury de la fédération de Russie des critiques de cinéma, Festival international du film de Moscou
- 2020 : Prix NETPAC, Festival international du film de Vesoul pour le cinéma asiatique
- 2020 : Prix du jury lycéen, Festival international du film de Vesoul pour le cinéma asiatique